# Kapellerlaan 55-57
Kapellerlaan 55-57 (vroeger 35-37) is een dubbel herenhuis aan de Kapellerlaan in Roermond.

## Geschiedenis
De Kapellerlaan, die in 1730 werd aangelegd, was rond het midden van de 19e eeuw nog bijna helemaal onbebouwd. Tussen 1860 en 1940 werd de laan, stukje bij beetje, volgebouwd met een combinatie van herenhuizen, winkelpanden en een enkele villa.

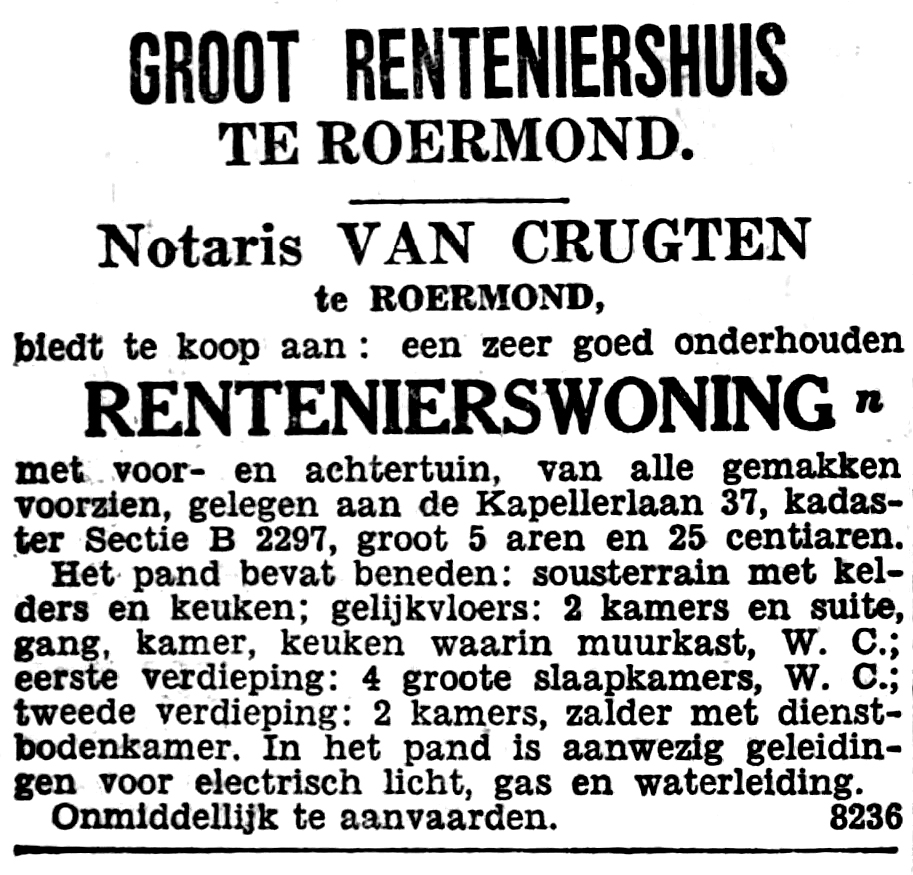
Advertentie uit de Limburger Koerier van zaterdag 15 maart 1930.

Kapellerlaan 55-57 werd ontworpen door de Roermondse architect en aannemer Henri Delsing. Op 8 januari 1885 diende hij de aanvraag in voor een bouwvergunning bij de gemeente Roermond. Hij bouwde de panden als speculatieobject. Na de dood van Henri Delsing bleven de panden in het bezit van de familie.
In 1910 woonde op Kapellerlaan 55 kapitein van de Koninklijke Marechaussee Frederik Gerrit Edmond Bolomey (1866-1939). Van 1913-1917 woonde hier districtscommandant van de Marechaussee Johannes Hendricus Gerhardus Kappelhoff. In 1910-1911 woonde op Kapellerlaan 57 het gezin De Sitter-Lucardie. In 1916 woonde hier het gezin Vissers-Loomans.
In 1930 werden beide panden door Henricus Hubertus jr., zoon van de architect, te koop aangeboden. Kapellerlaan 55 werd vermoedelijk verkocht aan huisarts en schrijver Johan Marie Wiggelendam, Kapellerlaan 57 vermoedelijk aan Guillaume van den Eertwegh, verkoper van landbouwmachines. Vanaf 1973 is op Kapellerlaan 57 een tandartsenpraktijk gevestigd.

## Bijzonderheden
De huizen zijn gebouwd in een aan de neorenaissance verwante stijl. De gevelindeling is symmetrisch, waarbij de linker en rechter traveeën iets vooruitspringen. Op de vooruitspringende geveldelen bevindt zich een tuitdak met dakkapel. Deze dakkapellen zijn omlijst met een houten fronton en twee houten pilasters. Het rechter tuitdak bezit nog de oorspronkelijke smeedijzeren bekroning; op de linker ontbreekt deze. De gevel is versierd met stucwerk, spekbanden en halfronde tegeltableaus boven ramen en deuren.